# Дан Пелтінішану (стадіон)
«Стадіонул Дан Пелтінішану» (рум. Stadionul Dan Păltinișanu) — багатофункціональний стадіон у місті Тімішоара, Румунія, домашня арена ФК «Полі Тімішоара».

## Історія та опис
Стадіон побудований протягом 1960—1964 років та відкритий 1 травня 1964 року із потужністю 40 000 глядачів. У 1985 та 2002 роках частково реконструйовувався. 2004 року обладнаний сучасною системою освітлення. У 2005 році реконструйований, у результаті чого встановлено окремі крісла на глядацьких місцях, після чого потужність трибун знижено до 32 972 глядачів. 2008 року здійснено капітальну реконструкцію, у результаті якої арену приведено до вимог УЄФА. За підсумками реконструкції стадіон став одним із найсучасніших у країні. Арена має сучасну 4-зіркову інфраструктуру, зокрема сучасні системи підігріву та поливу поля, інформаційне табло, яке було першим такого типу серед стадіонів Румунії. У 2017 році повітова рада Тіміша ухвалила рішення про будівництво нового стадіону, після спорудження якого «Стадіонул Дан Пелтінішану» планується знести.

## Назва
Протягом 1963—1996 років арена носила назву «Стадіон 1 травня» на честь Дня міжнародної солідарності трудящих. Цього ж дня 1964 року стадіон був відкритий. У 1996 році арені присвоєно ім'я відомого румунського футболіста Дана Пелтінішану, який виступав за колишній місцевий клуб «Політехніка Тімішоара».